# Roland Clara
Roland Clara (Brunico, 8 marzo 1982) è un ex fondista italiano.

## Biografia
Originario di Riscone di Brunico, ha debuttato in campo internazionale ad alto livello in occasione dei Mondiali juniores di Schonach im Schwarzwald nel 2002, senza ottenere risultati di rilievo. In Coppa del Mondo ha esordito il 6 marzo 2005 nella 15 km a tecnica libera di Lahti (11°) e ha ottenuto il primo podio il 20 marzo successivo nella staffetta di Falun (2°).
Ha ottenuto una sola vittoria in Coppa del Mondo, nella tappa conclusiva del Tour de Ski 2015, con l'arrivo posto in vetta all'Alpe del Cermis. È stato un vero e proprio specialista di questa particolare competizione, nella quale ha conquistato altri 2 podi  (secondo nell'edizione 2010-2011 e terzo nell'edizione 2012-2013).
In carriera ha partecipato a due edizioni dei Giochi olimpici invernali, Vancouver 2010 (36° nella 50 km) e Soči 2014 (11° nella 50 km, 29º nello skiathlon, 5° nella staffetta), e a cinque dei Campionati mondiali (4° nella staffetta a Liberec 2009 e a Val di Fiemme 2013 i migliori risultati).

## Palmarès

### Coppa del Mondo
- Miglior piazzamento in classifica generale: 15º nel 2011
- 5 podi (2 individuali, 3 a squadre):
  - 3 secondi posti (1 individuale, 2 a squadre)
  - 2 terzi posti (1 individuale, 1 a squadre)

#### Coppa del Mondo - competizioni intermedie
- 4 podi di tappa:
  - 1 vittoria
  - 2 secondi posti
  - 1 terzo posto

##### Coppa del Mondo - vittorie di tappa
| Data            | Località      | Nazione | Competizione | Disciplina |
| --------------- | ------------- | ------- | ------------ | ---------- |
| 11 gennaio 2015 | Val di Fiemme | Italia  | Tour de Ski  | 9 km TL PU |

Legenda

TL = tecnica libera

PU = inseguimento

### Campionati italiani
- 12 medaglie:
  -  5 ori (15 km TL/1, 15 km TL/2, 50 km TL, Gundersen nel 2012; 50 km TL nel 2014)
  -  4 argenti (inseguimento nel 2006; 15 km TC, inseguimento nel 2009, 10 km TC nel 2012)
  -  4 bronzi (50 km TC nel 2007; 15 km TC nel 2008; inseguimento nel 2010; 10 km TC nel 2011)[senza fonte]